# Pulau Raman (Pemayung)
Pulau Raman is een bestuurslaag in het regentschap Batang Hari van de provincie Jambi, Indonesië. Pulau Raman telt 1298 inwoners (volkstelling 2010).